# Paolo Bernini
Pour les articles homonymes, voir Bernini.
Paolo Bernini (Cento, 3 juillet 1987) est un homme politique italien.

## Biographie
En 2013, il est élu député de la circonscription Émilie-Romagne pour le Mouvement 5 étoiles.